# معتز علي سعيد
معتز علي سعيد مواليد 27 فبراير 1989 في ، السعودية، هو لاعب كرة قدم سعودي.

## مسيرة اللاعب
لعب سابقاً مع نادي البدائع ونادي الحزم ونادي الرياض ونادي عرعر ونادي النجمة ونادي السلمية ونادي القلعة.